# Blhovce
Blhovce é um município da Eslováquia, situado no distrito de Rimavská Sobota, na região de Banská Bystrica. Tem 18,74 km² de área e sua população em 2018 foi estimada em 792 habitantes.

## Demografia
| Ano:        | 1994 | 2004   | 2014   | 2024   |
| ----------- | ---- | ------ | ------ | ------ |
| Broj ljudi: | 785  | 816    | 798    | 781    |
| Razlika:    |      | +3,94% | -2,20% | -2,13% |

| Ano:               | 2023 | 2024   |
| ------------------ | ---- | ------ |
| Número de pessoas: | 783  | 781    |
| Diferença:         |      | -0,25% |